# Národní park Hot Springs
Národní park Hot Springs (anglicky  Hot Springs National Park) je rozlohou nejmenší národní park ve Spojených státech amerických. Nachází se ve středo-jižní části Spojených států, ve státě Arkansas. Národní park Hot Springs je zároveň první chráněné území ve Spojených státech, vyhlášené Kongresem v dubnu roku 1832.
Status národního parku získalo Hot Springs v roce 1921. V oblasti se nachází termální prameny, které již využívali původní obyvatelé Ameriky k rekreaci, a byly jim připisovány léčivé účinky. V místech pramenů vzniklo město Hot Springs, v současné době jedno z nejznámějších lázeňských měst ve Spojených státech. Národní park zahrnuje přímo i část města a okolní krajinu.

## Geografie
Město Hot Springs se nachází ve střední části Arkansasu, v nadmořské výšce 180 metrů. Město je obklopeno kopcovitou krajinou, nejvyšší vrcholy v okolí města mají nadmořskou výšku 323 a 335 m. Horké prameny stékají ze západních svahů okolní pahorkatiny Hot Spring Mountain, která je součástí Ouachita Mountains.